# Apparentement
L'apparentement est un mécanisme électoral qui permet à un parti ou une liste électorale de s'allier avec un autre lors d'une élection et de profiter de leur force combinée. Il est utilisé dans les systèmes proportionnels. 

## Apparentement électoral
L'apparentement électoral est une forme spécifique d'alliance électorale. Dans le cadre du scrutin proportionnel, il permet aux partis qui se déclarent apparentés de concourir séparément lors du scrutin, tout en additionnant leurs résultats pour l'attribution des sièges. Les partis apparentés peuvent ainsi obtenir ensemble, au niveau de la circonscription électorale concernée, une majorité des voix et donc la totalité des sièges à pourvoir. Au passage, ils éliminent leurs rivaux politiques communs. 
La possibilité d'apparentements a souvent été critiquée lors de son institution comme une manœuvre politicienne contestable, permettant de mitiger les résultats effectifs du scrutin. 

### Belgique
Des apparentements sont possibles pour les élections au Parlement wallon (entre les arrondissements électoraux de la même province) et  pour les élections provinciales (entre les districts électoraux du même arrondissement électoral).
L'apparentement était aussi possible pour les élections à la Chambre des représentants entre 1919 et 1999 et dans les trois circonscriptions de Nivelles, Louvain et Bruxelles-Hal-Vilvorde entre 2003 et 2010.

### France
La « loi des apparentements » fut en vigueur pour les législatives de 1951 et celles de 1956. Elle permit aux membres de la Troisième Force (socialistes SFIO, MRP, RGR) qui l'instituèrent, ainsi qu'au CNIP, de limiter la puissance électorale du PCF et du RPF. En 1956, elle joua également au détriment de l'UDCA de Pierre Poujade.

### Italie
La loi électorale de 2005, appliquée lors des élections de 2006 et de celles de 2008, comprend une règle d'apparentement : 
- en 2006, la constitution de deux blocs politiques couvre la quasi-totalité du spectre politique : l'Unione à gauche et le Pôle des Libertés à droite ;
- en 2008, est limité la représentation au Parlement des partis qui n'avaient pas voulu s'apparenté aux deux principaux blocs. Ainsi de La Gauche - l'Arc-en-ciel et du PSI, éliminés en 2008 du Parlement. Plusieurs petits partis (Radicaux, Mouvement pour l'autonomie) ont en revanche recueilli les fruits de leur judicieuse stratégie d'apparentement.

### Suisse
Pour les élections au Conseil national, les partis peuvent s'apparenter et, au sein de chaque apparentement, exprimer une préférence additionnelle par le sous-apparentement. 
L'apparentement a pu jouer, dans certains cas, au détriment de l'UDC, non susceptible de s'apparenter à d'autres forces politiques.

### Uruguay
En Uruguay, la ley de lemas (grandement modifiée par la réforme constitutionnelle de 1997) permet à chaque liste électorale de s'apparenter avec d'autres listes (lemas) pour former des sublemas. De plus, au sein de chaque parti politique uruguayen, les listes sont automatiquement considérées comme apparentées[réf. souhaitée].

## Apparentement parlementaire
L'apparentement parlementaire permet de siéger dans le groupe d'un parti politique sans en être membre par ailleurs. Il concerne donc, pour l'essentiel, les élus de petits partis politiques. 
Au lieu de siéger parmi les non-inscrits, le parlementaire apparenté bénéficie des droits et privilèges afférents à cette appartenance, par exemple pour son temps de parole. En retour, le groupe parlementaire qui l'accueille augmente le décompte total de ses membres, ce qui accroît sa représentation dans les instances de la chambre concernée. 

### En France
L'apparentement parlementaire existe dans les deux chambres. 

#### À l'Assemblée nationale
L'article 19 du règlement de l'Assemblée nationale fixe les règles d'apparentement dans cette chambre. Il est soumis à l'approbation du bureau du groupe et officialisé par la signature de la déclaration de groupe, laquelle est publiée au Journal officiel.
Les députés apparentés sont décomptés pour l'attribution proportionnelle de places dans les commissions.
Au 6 octobre 2024, sont apparentés : 
- 3 membres du groupe Rassemblement national (sur 125) ;
- 11 membres du groupe Ensemble pour la République (sur 95) ;
- 1 membre du groupe La France insoumise - Nouveau Front Populaire (sur 72) ;
- 4 membres du groupe Socialistes et apparentés (sur 66) ;
- 6 membres du groupe Droite Républicaine (sur 47) ;
- 1 membre du groupe Les Démocrates (sur 36) ;
- 5 membres du groupe Horizons & Indépendants (sur 33) ;
- Soit un total de 31 députés (sur 577).

#### Au Sénat
L'article 6 du règlement du Sénat permet le rattachement aussi bien d'une formation politique (c'est-à-dire de l'ensemble de ses membres) à un groupe, que d'un parlementaire à titre individuel. 
En outre, le Sénat distingue entre :
- l'apparentement, « n'imposant pas, notamment, la position commune de vote du groupe, mais néanmoins subordonnée à l'agrément de ce dernier » ;
- le rattachement administratif, « qui n'implique qu'un simple accord de tendance et qui vise surtout à procurer au rattaché des facilités de travail »[8].

Les sénateurs apparentés et rattachés sont décomptés dans les effectifs des groupes pour l'attribution des postes au bureau du Sénat, dans les commissions permanentes et dans la commission temporaire examinant la demande de levée de l'immunité d'un sénateur.